# Kostel Povýšení svatého Kříže (Stara Wieś)
Kostel Povýšení svatého Kříže (polsky: Kościół Podwyższenia Krzyża Świętego) je historický římskokatolický dřevěný kostel v obci Stara Wieś, gmina Wilamowice, okres Bílsko-Bělá, Slezské vojvodství a náleží k děkanátu Osvětim, diecéze bílsko-źywiecké, je farním kostelem farnosti Povýšení svatého Kříže ve Staré Wsi. Kostel je obklopen hřbitovem na malém kopci, ke kterému vedou kamenné schody.
Dřevěný kostel je v seznamu kulturních památek Polska pod číslem A-363/78 z 17. října 1978 a je součástí Stezky dřevěné architektury ve Slezském vojvodství.

## Historie
První zmínky o Staré Wsi pocházejí z let 1325 – 1327. Kostel byl postaven na místě původního kostela v roce 1522 Krzysztofem Bibersteinem-Starowiejským, vysvěcen v roce 1530 krakovským biskupem Dominikem Małachowským, v roce 1530 byla přistavena dřevěná věž. Kostel byl v roce 1787 barokně upraven, přestavěn vnitřek kostela, upravena věž a v rámci opravy byl na střechu umístěn sanktusník. V roce 1883 byla přestavěna střecha věže do současné podoby. V roce 1926 byl kostel přestavěn podle projektu Zygmunta Gawlika a střecha byla pokryta eternitem. Další oprava byla provedena v roce 1939. V letech 2000–2001 byla provedena generální oprava, střecha byla pokryta šindelem. V roce 2011 byl proveden dendrochronologický průzkum z něhož vyplývá, že stromy byly káceny v období 1521–1522 a na věž v období 1529 až 1530. Průzkum vyvrátil dříve uváděné archívní údaje o výstavbě věže v 17. nebo 18. století. V období 2009–2013 byly prováděny konzervátorské práce na výmalbě kostela a vybavení interiéru.

## Architektura
Kostel Povýšení svatého Kříže je jednolodní orientovaná stavba. Loď barokní dřevěná stavba roubené konstrukce zakončená trojbokým závěrem. Na severní straně kněžiště se nachází sakristie. V západní ose průčelí lodi je přisazena věž s čtvercovým půdorysem nahoru zužujícím se profilem štenýřové konstrukce. Na věži je posazeno zvonové patro jehlanovou střechou, které je zakončeno lucernou s cibulovitou báni. Kostel má sedlovou střechu, nad kněžištěm je sanktusník s lucernou ukončenou cibulovou střechou. Střechy jsou kryté šindelem. Kolem kostela jsou soboty, částečně nekrytými. V sobotách se nachází křížová cesta. Na severní straně jsou pod sobotami pískovcové náhrobní kameny, které se původně nacházely uvnitř kostela. Portály vchodů do sakristie a na jižní straně lodi jsou vyprofilované do tzv. oslího hřbetu.

## Interiér
V lodi je plochý strop. Okna jsou prolomena pouze na jižní straně kostela. V roce 1926 byl ve stěně mezi lodí a věží kostela probourán otvor s půlkruhovým zaklenutím a v patře postavena hudební kruchta s krátkými bočními emporami a s rokokovými varhany z roku 1787 z dílny varhanáře Jakuba Stankiewicza. Mezi kněžištěm a lodí je zasazen sponový trám s Ukřižováním. Hlavní oltář pochází z 18. století s deskovým obrazem Matky Boží se svatou Kateřinou a svatou Barborou, nad ním je obraz Ukřižování z počátku 16. století. Boční oltáře jsou pozdně barokní z první poloviny 18. století s obrazy Panny Marie Růžencové a sv. Jozefa. Polychromie interiéru lodi, kněžiště a plochého stropu představují postavy světců a rostlino-geometrické motivy. Ambona a křtitelnice jsou z 18. století.

## Okolí
Kostel je ohrazen dřevěnou ohradou se dvěma brankami a je obklopen hřbitovem. V blízkosti se nachází zděná fara z 19. století a původní dřevěná farní škola z roku 1869. V současné době tato dřevěnice slouží jako muzeum a je zapsána do seznamu kulturních památek Slezského vojvodství.

## Galerie

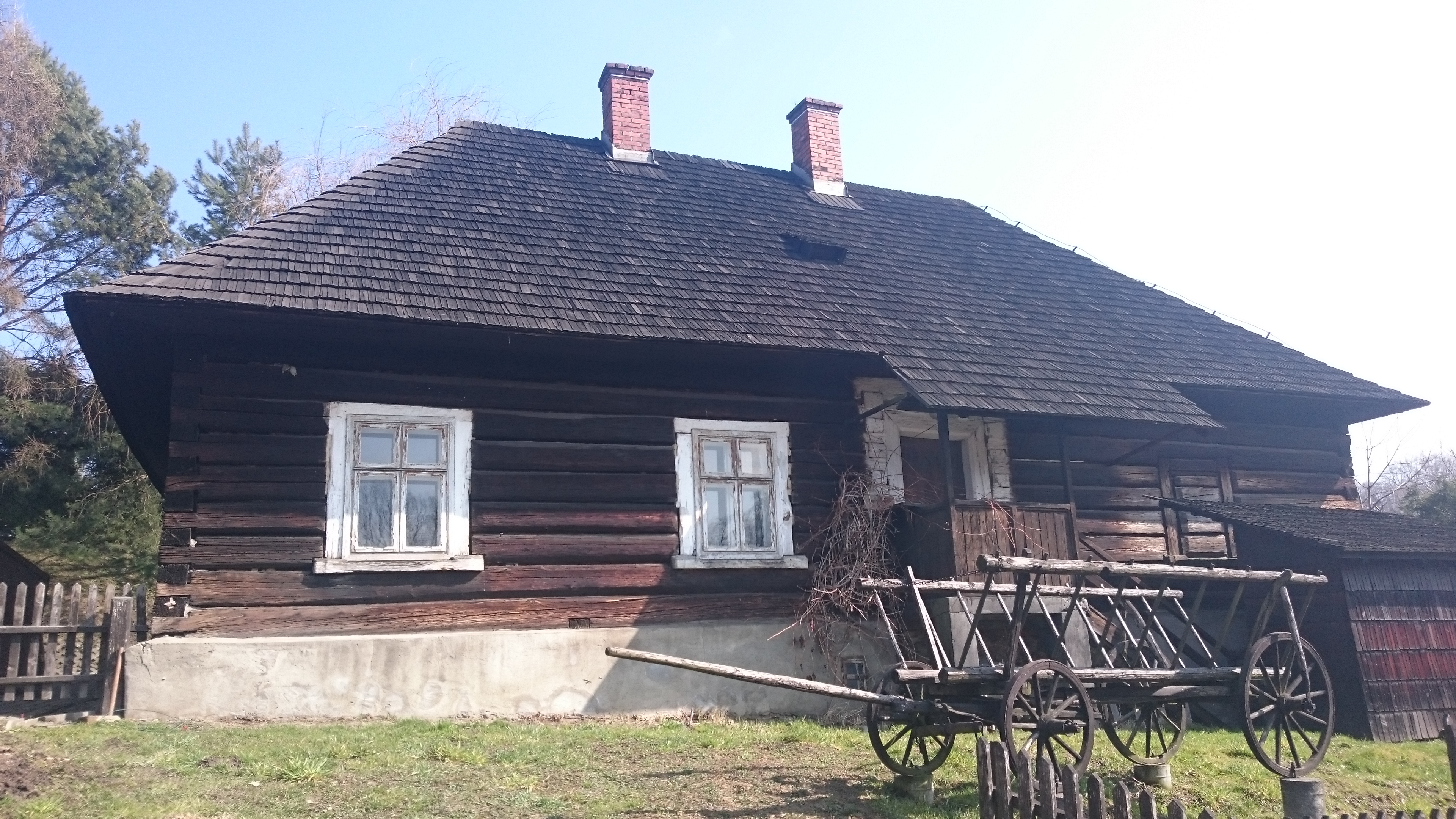
Farní škola, místní muzeum
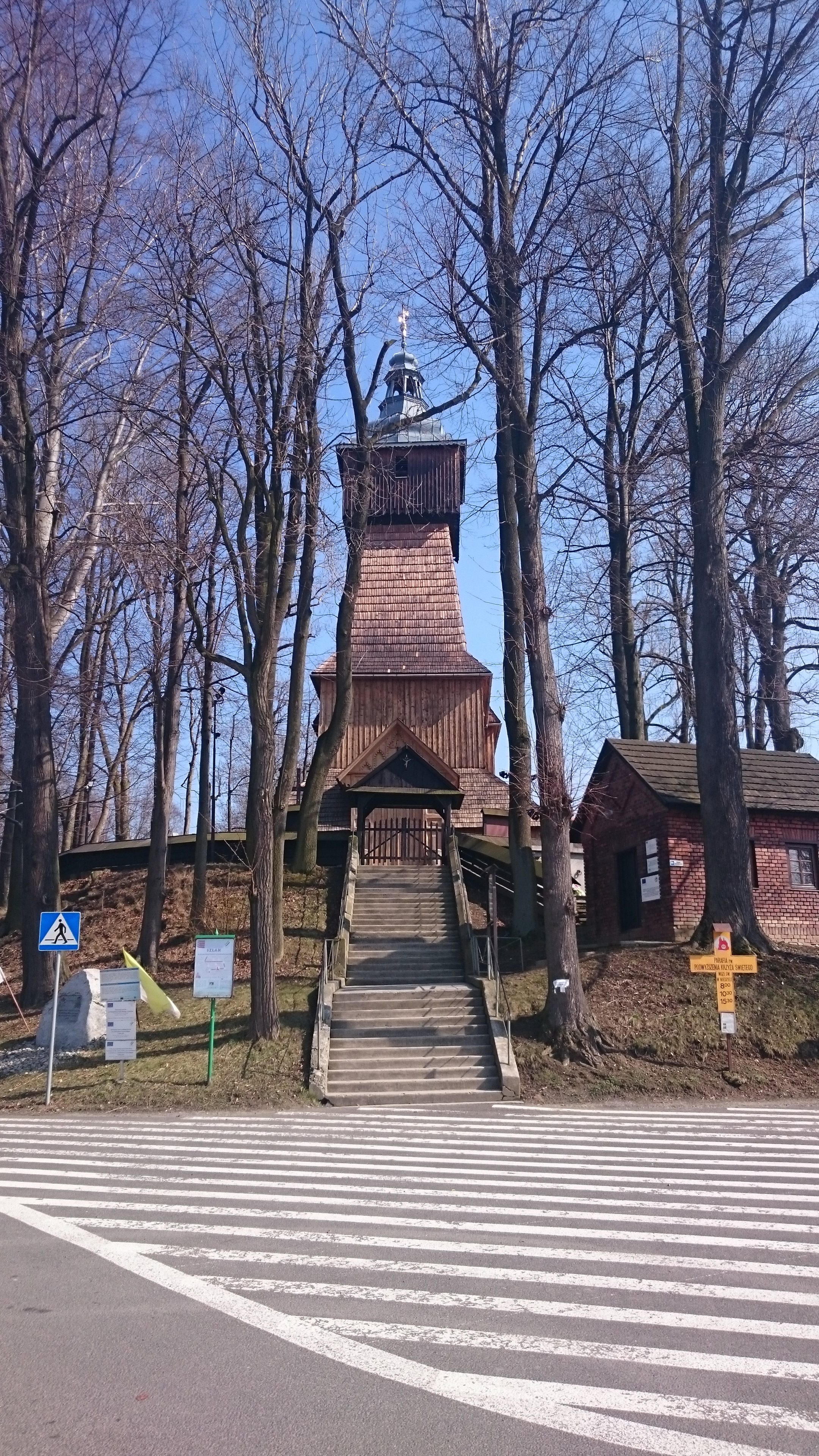
Schody ke kostelu
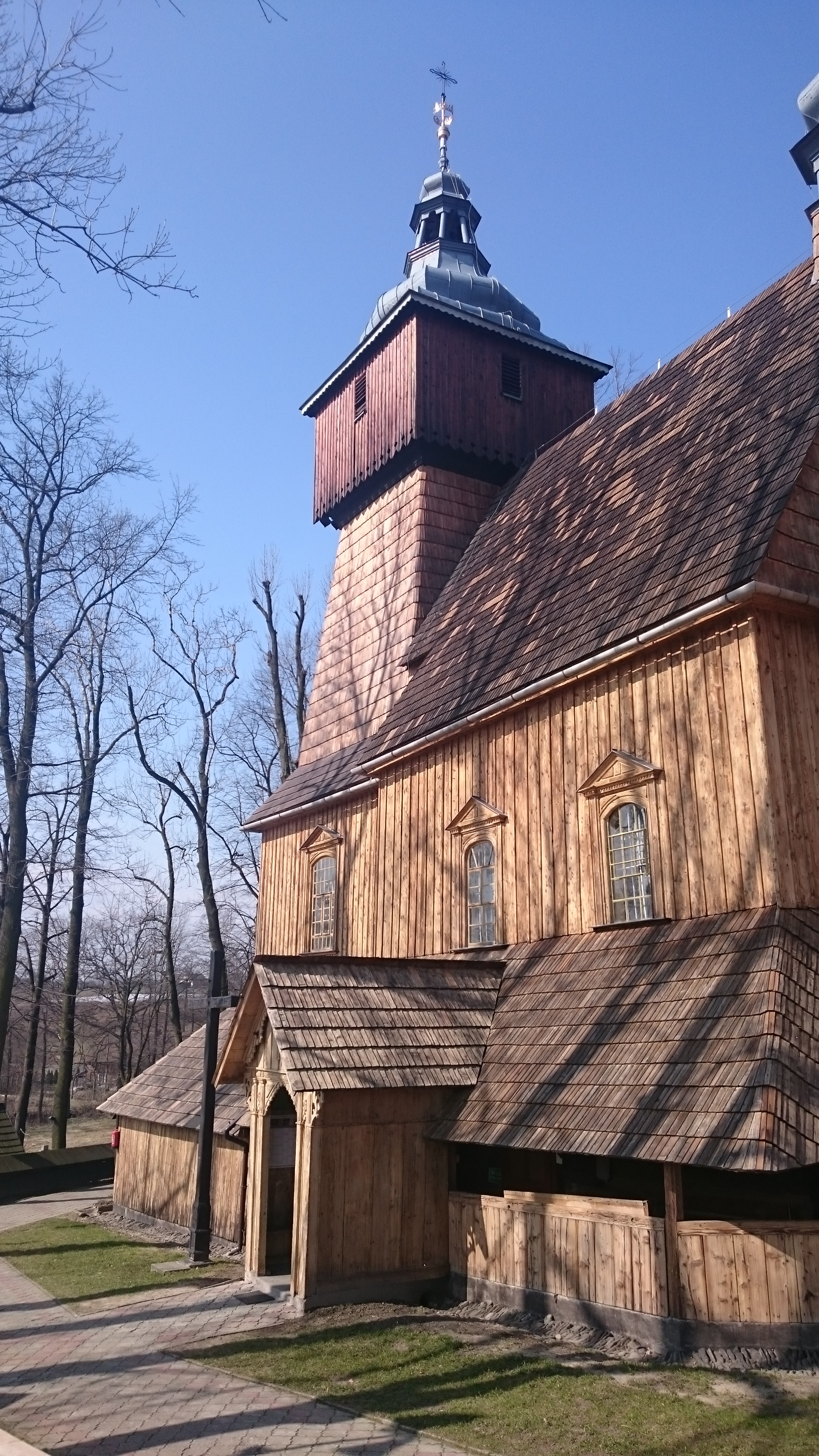
Soboty kolem kostela